# Список аэродромов Антарктиды
В Антарктиде и прилегающих островах насчитывается около 40 аэродромов. У всех из них взлетно-посадочная полоса ледяная (blue ice runway), либо снежная. Некоторые из них принимают международные рейсы из ЮАР, Чили, Аргентины, Австралии и Новой Зеландии. В числе таковых аэродром Амундсен-Скотт, Аэропорт имени Тениенте Марша, Уилкинс, Пегасовое поле, аэродом станции Новолазаревская (принадлежит Российской Федерации, главный транспортный узел сети DROMLAN), а также ещё некоторые.

## Действующие аэродромы
Это список аэродромов в Антарктике, сгруппированных по типу и сортирующихся по местоположению.
Жирным шрифтом выделены названия крупнейших аэропортов.

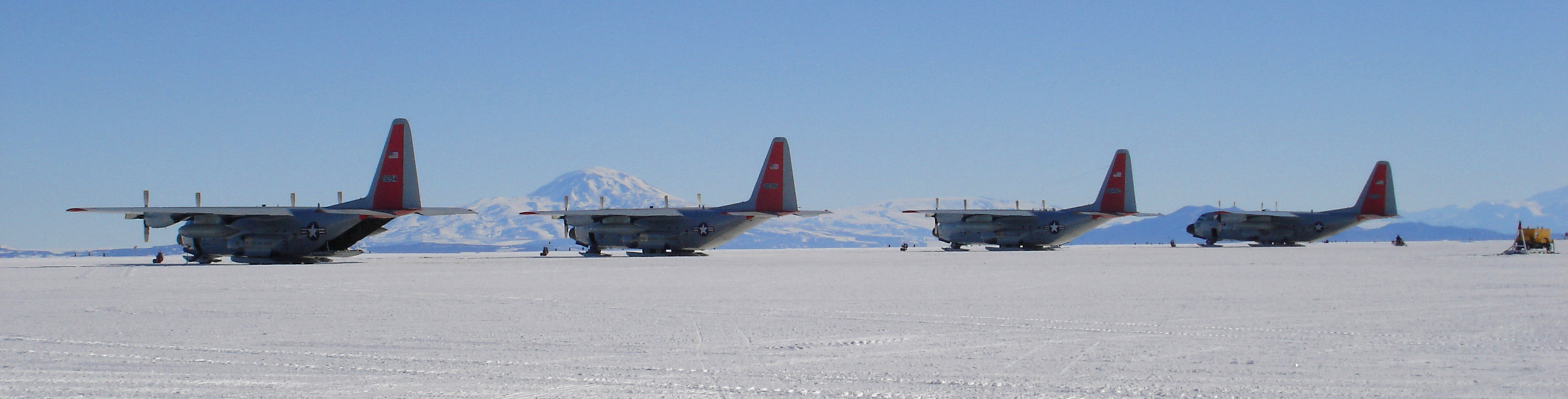
Аэропорт Поле Уильямс, станция Мак-Мердо